# Huaxi City Daily
Huaxi City Daily est un journal chinois,.